# Kozłów (Miechów)
Pour les articles homonymes, voir Kozłów.
Kozłów est une localité polonaise, siège de la gmina de Kozłów, située dans le powiat de Miechów en voïvodie de Petite-Pologne.